# Michael Ferdinand z Althannu
Michael Ferdinand Jan hrabě z Althannu (Michael Ferdinand Johann Reichsgraf von Althann, Freiherr auf der Goldburg zu Murstetten) (25. června 1708, Vídeň – 28. května 1789, Praha) byl česko-rakouský šlechtic ze starobylého rodu Althannů. Od mládí byl členem Maltézského řádu, sloužil také v armádě. V letech 1769–1789 byl velkopřevorem Maltézského řádu v Čechách.

## Životopis

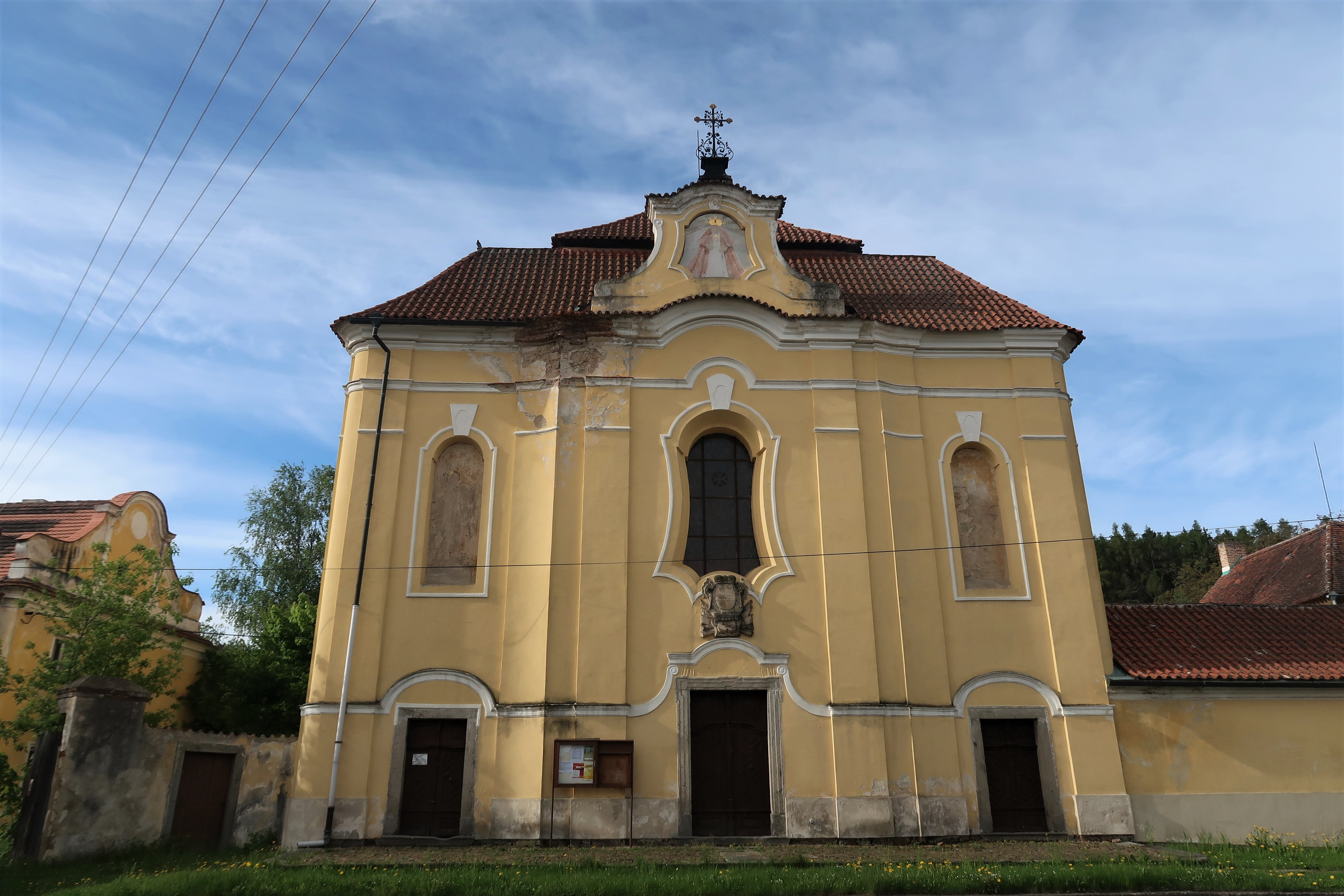
Poutní kostel Panny Marie Bolestné postavený 1770–1774 z iniciativy velkopřevora Michaela Ferdinanda z Althannu

Pocházel ze starého šlechtického rodu Althannů, narodil se jako třetí syn hraběte Michaela Ferdinanda z Althannu (1677–1733) a jeho manželky Marie Eleonory, rozené Lažanské z Bukové (1678–1717). Pravděpodobně již v dětském věku se stal členem řádu Maltézských rytířů, řádový slib ale složil až po dosažení zletilosti. Souběžně sloužil v císařské armádě, zúčastnil se války o polské dědictví a války o rakouské dědictví. Ve vojsku dosáhl hodnosti plukovníka, byl též císařským komořím a v roce 1742 byl jmenován tajným radou.

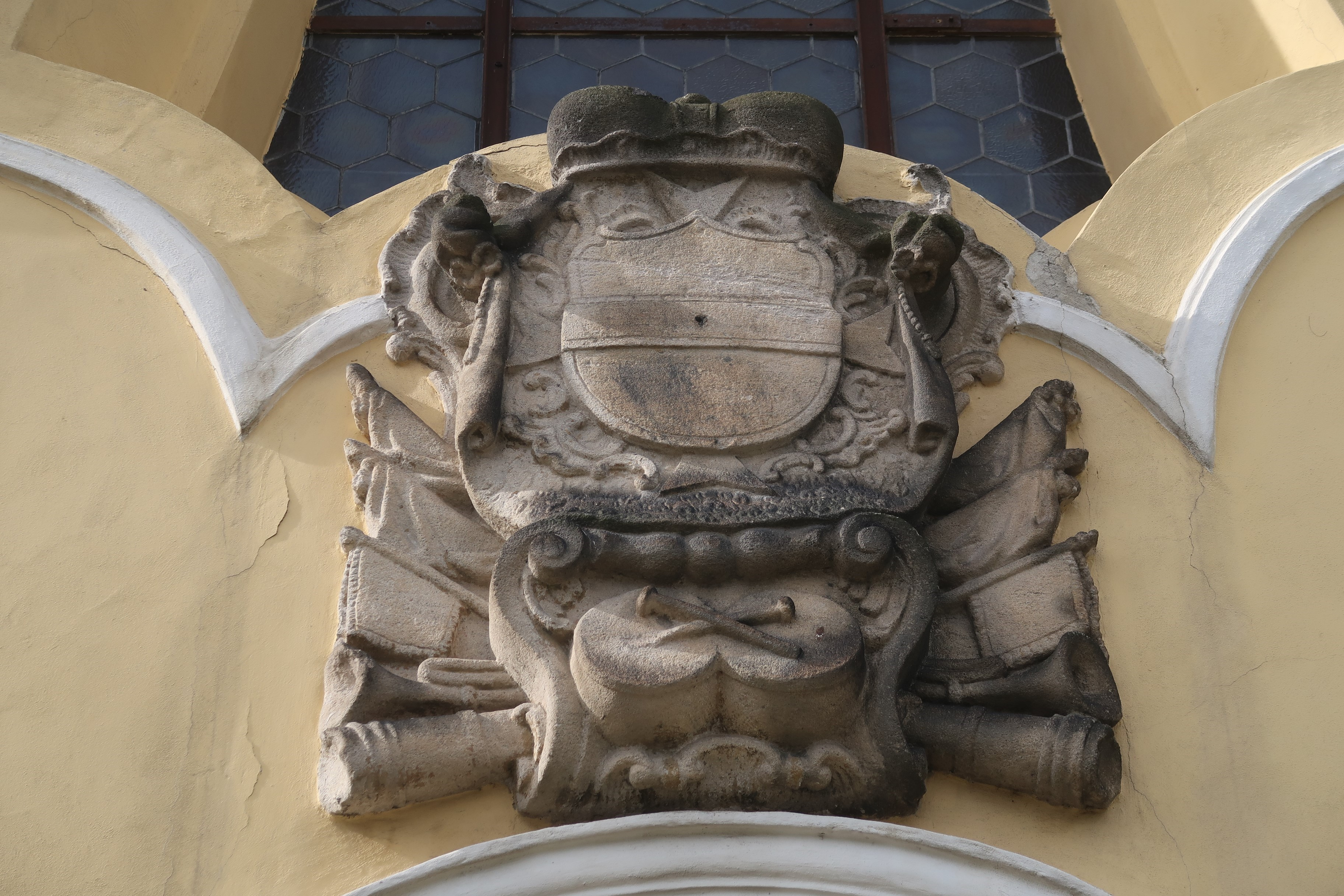
Erb Michaela Ferdinanda z Althannu na průčelí kostela v Podsrpu

U českého velkopřevorství Maltézského řádu byl v mládí receptorem, později byl komturem ve Fürstenfeldu a Mellingu (1737–1747), poté mu byla svěřena řádová komenda ve Vídni (1747–1767). Nakonec se stal velkopřevorem pro Čechy, Moravu, Slezsko a dědičné rakouské země (1769-1789). Funkce se fakticky ujal až v roce 1771, věnoval se především správě majetku, opravám a novostavbám kostelů, uplatnil se také jako řádový diplomat a byl vyslancem Maltézských rytířů ve Vídni. Ve Strakonicích vybudoval školu a zřídil nadaci pro chudé s kapitálem 8 000 zlatých. Nedaleko Strakonic inicioval úpravy poutního kostela v Radomyšli. Nejvýznamnějším odkazem na velkopřevora Althanna je poutní kostel Panny Marie Bolestné na Podsrpu postavený na jeho podnět v letech 1770–1774. Když později Josef II. zakázal poutě, hrozbě zrušení kostela předešel Althann zřízením samostatné farnosti na Podsrpu a kostel mohl nadále fungovat. Josefínské reformy zasáhly do chodu Maltézského řádu i v jiných směrech, byla například omezena dosud suverénní jurisdikce řádu. Naopak zrušením karmelitánského kláštera na Malé Straně převzal Maltézský řád do své správy kostel Panny Marie Vítězné (známý jako kostel u Pražského Jezulátka).
Zemřel ve Velkopřevorském paláci na Malé Straně v Praze v květnu 1789 ve věku 80 let. Jeho náhrobní kámen se nachází v kostele Panny Marie pod řetězem, který byl tradiční hrobkou rytířů Maltézského řádu. Vzhledem k zákazu Josefa II. pohřbívání v kostelech byl ale pohřben na Malostranském hřbitově (hrob dnes již neexistuje).
Jeho starší bratr Michael Karel (1702–1756) byl duchovním a v letech 1734–1756 biskupem ve Vácu. Díky sňatkům svých starších sester měl Michael Ferdinand příbuzenské vazby na řadu významných osobností. Jeho švagry byli Filip Hyacint z Lobkovic (1680–1734), Leopold Antonín ze Salm-Reifferscheidtu (1699–1769) nebo zemský velitel v Čechách polní maršál Damian Sickingen (1665–1730).